# Nekrolog 1721
Nekrolog
◄◄
| ◄
| 1717
| 1718
| 1719
| 1720
| 1721 | 1722 | 1723 | 1724 | 1725 | ► | ►►
Weitere Ereignisse | Allgemeiner Nekrolog 1721
Die Beschreibung der verstorbenen Person sollte so kurz wie möglich gehalten sein und nur deren signifikante Tätigkeit(en) enthalten.
Neue Namen ggf. auch unter dem Geburts- und Sterbedatum, also etwa unter 1. Januar und im Geburts- und Sterbejahr (2024) eintragen (nur bei entsprechender großer Wichtigkeit). Für Beispiele siehe die schon vorhandenen Artikel.
Außerdem über die fünf zuletzt Verstorbenen, zu denen es einen ausreichend guten Artikel für eine Präsentation auf der Hauptseite gibt, nach der todesbedingten Überarbeitung der Artikel ggf. auch unter Wikipedia Diskussion:Hauptseite informieren und sie am besten auch in den anderen Wikipedia-Sprachversionen eintragen. Tipp: Regelmäßig bei news.google.de nach „ist tot“, „gestorben“ oder „verstorben“ suchen.
Wenn eine Person gestorben ist, gibt es viele Seiten zu dieser Person in der Wikipedia, die davon auch betroffen sind und entsprechend aktualisiert werden müssen. Beispiele: Namenübersichtsseite, Geburtsjahr, Geburtsort-Seiten und viele mehr.
Wie finde ich die betroffenen Seiten?
Im Suchfeld auf der linken Seite gibt man den Suchbegriff so ein: „Vorname Nachname“. Dann klickt man auf Volltext und alle Seiten mit entsprechendem Suchtext werden aufgerufen. Hier sieht man dann schnell, wo auch das Todesjahr Sinn macht oder sogar ein Teil des Artikels angepasst werden muss. Auch hilft das „Werkzeug“ auf der linken Seite sehr gut, um solche Seiten aufzufinden: „Links auf diese Seite“. Somit ist die Wikipedia wieder aktuell in allen Bereichen! Hinweis: bei Eintragung der Kategorie „Gestorben JAHR“ wird der Missbrauchsfilter 49 ausgelöst, was jedoch nicht schlimm ist. Siehe: Spezial:Missbrauchsfilter/49
Dies ist eine Liste von im Jahr 1721 verstorbenen bekannten Persönlichkeiten. Die Einträge erfolgen innerhalb der einzelnen Daten alphabetisch sortiert. Tiere sind im Nekrolog für Tiere zu finden.

## Januar
| Tag        | Name                                        | Beruf, bekannt als                                                                     | Alter | Beleg |
| ---------- | ------------------------------------------- | -------------------------------------------------------------------------------------- | ----- | ----- |
| 1. Januar  | Amy Buisson                                 | Schweizer General in fremden Diensten                                                  | 71    |       |
| 6. Januar  | Theodor Dassov                              | Sprachwissenschaftler und evangelischer Theologe                                       | 72    |       |
| 6. Januar  | Melchior Leydecker                          | niederländischer reformierter Theologe                                                 | 78    |       |
| 11. Januar | Johann Ernst Schaper                        | deutscher Mediziner und mecklenburgischer Politiker                                    | 52    |       |
| 14. Januar | Fulvio Astalli                              | italienischer Kardinal und Bischof                                                     | 65    |       |
| 14. Januar | William Johnstone, 1. Marquess of Annandale | schottischer Peer und Politiker                                                        | 56    |       |
| 16. Januar | Magnus von Wedderkop                        | deutscher Rechtsgelehrter, schleswig-holsteinischer Staatsmann und Politiker           | 83    |       |
| 18. Januar | Otto von Schlabrendorf                      | königlich preußischer General der Infanterie, Gouverneur der Festung Küstrin           | 70    |       |
| 22. Januar | Bernhard von Sanden der Jüngere             | deutscher lutherischer Theologe                                                        | 54    |       |
| 23. Januar | Christian Koppe                             | Berliner Stadthauptmann und Ratsverwandter                                             |       |       |
| 25. Januar | Robert Challe                               | französischer Reisender und Schriftsteller                                             | 61    |       |
| 26. Januar | Pierre Daniel Huet                          | französischer römisch-katholischer Bischof und Gelehrter                               | 90    |       |
| Januar     | Wolfgang Wilhelm Heberer                    | kaiserlicher Hofpfalzgraf, mehrfacher hoher Würdenträger des Heiligen Römischen Reichs | 61    |       |
| Januar     | Ernst Christoph Hochmann von Hochenau       | deutscher Pietist                                                                      |       |       |

## Februar
| Tag         | Name                                               | Beruf, bekannt als                                            | Alter | Beleg |
| ----------- | -------------------------------------------------- | ------------------------------------------------------------- | ----- | ----- |
| 2. Februar  | Johann Tobias Gottfried Trost                      | mitteldeutscher Orgelbauer                                    |       |       |
| 4. Februar  | Heinrich Mylius                                    | deutscher Mediziner                                           | 24    |       |
| 4. Februar  | Georg von Werthern                                 | kursächsischer Minister                                       | 57    |       |
| 5. Februar  | James Stanhope, 1. Earl Stanhope                   | britischer Staatsmann und Adliger                             |       |       |
| 7. Februar  | Nicolas-Joseph Foucault                            | französischer Verwaltungsbeamter und Sammler von Antiquitäten | 78    |       |
| 7. Februar  | Daniel Vetter                                      | deutscher Organist und Komponist                              |       |       |
| 11. Februar | Johannes Köck                                      | österreichischer Orgelbauer                                   | 55    |       |
| 14. Februar | Anton Günther von Münnich                          | deutscher Deichgraf                                           | 70    |       |
| 16. Februar | Johann David von Palm                              | deutscher Bankier und Hofkammerrat                            | 63    |       |
| 21. Februar | Christoph Heinrich Amthor                          | deutscher Barocklyriker und Ökonom                            |       |       |
| 22. Februar | Johann Christoph Bach                              | deutscher Stadtmusikant und Organist                          | 49    |       |
| 23. Februar | Thomas August von Grote                            | preußischer Generalleutnant der Kavallerie, Kammerherr        | 66    |       |
| 24. Februar | John Sheffield, 1. Duke of Buckingham and Normanby | englischer Staatsmann und Dichter                             | 72    |       |

## März
| Tag      | Name                             | Beruf, bekannt als                                                                                         | Alter | Beleg |
| -------- | -------------------------------- | --- | ----- | ----- |
| 8. März  | Romanus Teller                   | deutscher lutherischer Geistlicher und Theologe                                                            | 49    |       |
| 9. März  | Johann Kayser                    | westfälischer Dichter, Prediger und Gymnasiallehrer                                                        |       |       |
| 12. März | Johannes Luyts                   | niederländischer Mathematiker, Philosoph, Astronom und Physiker                                            | 65    |       |
| 13. März | Caspar Gottlob von Rodewitz      | deutscher Bildhauer                                                                                        | 41    |       |
| 15. März | Louise zu Mecklenburg            | Prinzessin zu Mecklenburg; Herzogin zu Mecklenburg-Güstrow, durch Heirat Königin von Dänemark und Norwegen | 53    |       |
| 19. März | Clemens XI.                      | Papst (1700–1721)                                                                                          | 71    |       |
| 24. März | Michael I. Esterházy de Galantha | ungarischer Staatsmann                                                                                     | 49    |       |
| 24. März | Matthias Widmann                 | Prämonstratensermönch, Abt des Klosters Neustift bei Freising                                              |       |       |
| 25. März | Bernard Artophaeus               | böhmischer Komponist, Musikpädagoge und ein Priester der Minoriten                                         |       |       |
| 29. März | Charles Vane                     | Pirat |       |       |
| März     | Jan van Nickelen                 | niederländischer Landschafts-, Architektur- und Vedutenmaler des Barock                                    |       |       |
| März     | Johann Pöllandt                  | deutscher Bildhauer                                                                                        |       |       |

## April
| Tag       | Name                                                           | Beruf, bekannt als                                                         | Alter | Beleg |
| --------- | -------------------------------------------------------------- | -------------------------------------------------------------------------- | ----- | ----- |
| 10. April | Joachim Gerstenbüttel                                          | deutscher Barockkomponist                                                  |       |       |
| 10. April | Johann Martin Gschwind von Pockstein                           | kaiserlicher Feldmarschall                                                 | 75    |       |
| 11. April | Philipp Peter Guden                                            | deutscher lutherischer Theologe, Konsistorialrat und Generalsuperintendent |       |       |
| 13. April | Johann van Ghelen                                              | flämischer Buchdrucker, der vorwiegend in Wien tätig war                   |       |       |
| 14. April | Michel Chamillart                                              | französischer Billardspieler und Staatskriegsminister                      | 69    |       |
| 17. April | Tobias Balthasar Hold                                          | Bürgermeister von Temeswar                                                 |       |       |
| 19. April | Friedrich Casimir Tilemann                                     | Bremer Bürgermeister                                                       | 83    |       |
| 20. April | Louis Laguerre                                                 | französischer Maler                                                        |       |       |
| 21. April | Dorothea Louise von Schleswig-Holstein-Sonderburg-Augustenburg | deutsche Äbtissin                                                          | 57    |       |
| 22. April | Karl Friedrich                                                 | Fürst von Anhalt-Bernburg                                                  | 52    |       |
| 26. April | Karl Arnd                                                      | deutscher evangelischer Theologe                                           | 47    |       |
| 27. April | Eva von Buttlar                                                | deutsche Mysterin                                                          | 50    |       |
| 28. April | Mary Read                                                      | englische Piratin und Freibeuterin                                         |       |       |
| 30. April | Philibert d’Herwarth                                           | französisch-britischer Diplomat                                            | 76    |       |

## Mai
| Tag     | Name                    | Beruf, bekannt als                                     | Alter | Beleg |
| ------- | ----------------------- | ------------------------------------------------------ | ----- | ----- |
| 3. Mai  | Georg Heinrich Sappuhn  | deutscher Pfarrer und Lehrer                           | 61    |       |
| 7. Mai  | Zinat un-nisa           | Mogulprinzessin                                        | 77    |       |
| 8. Mai  | Marc René d’Argenson    | französischer Staatsmann                               | 68    |       |
| 9. Mai  | Giandomenico Paracciani | italienischer Kardinal                                 | 74    |       |
| 10. Mai | Christian Wilhelm       | Fürst von Schwarzburg-Sondershausen                    | 74    |       |
| 16. Mai | Wilhelm Erasmus Arends  | evangelischer Pfarrer und Kirchenlieddichter           | 44    |       |
| 18. Mai | David III.              | Negus Negest (Kaiser) von Äthiopien                    |       |       |
| 21. Mai | Johann Rudolf Merian    | Schweizer Rittmeister                                  | 47    |       |
| 27. Mai | Christoph von Hellwig   | deutscher Arzt, Erfinder des Hundertjährigen Kalenders | 57    |       |
| Mai     | Anton Siebel            | Bürgermeister in Elberfeld                             | 51    |       |

## Juni
| Tag      | Name                            | Beruf, bekannt als                                                      | Alter | Beleg |
| -------- | ------------------------------- | ----------------------------------------------------------------------- | ----- | ----- |
| 4. Juni  | Johann Joseph Scheubel I.       | fränkischer Maler                                                       |       |       |
| 6. Juni  | Joseph I. Esterházy de Galantha | ungarischer Adliger und habsburgischer Majoratsherr                     | 33    |       |
| 10. Juni | Johann Hermann von Elswich      | deutscher lutherischer Theologe                                         | 36    |       |
| 11. Juni | Johann David Schieferdecker     | deutscher Theologe, Orientalist und Kirchenlieddichter                  | 48    |       |
| 17. Juni | Michael Erich Franck            | deutscher Romanautor                                                    | 29    |       |
| 17. Juni | Matwei Petrowitsch Gagarin      | russischer Adliger, erster Gouverneur von Sibirien                      |       |       |
| 18. Juni | Philipp                         | Landgraf von Hessen-Philippsthal aus dem Haus Hessen (1663–1721)        | 65    |       |
| 21. Juni | Johann Christoph Müller         | deutscher Kartograf und Astronom                                        | 48    |       |
| 23. Juni | Ernst Christoph von Koppelow    | Geheimer Rat und mecklenburgischer Rittergutsbesitzer                   | 61    |       |
| 25. Juni | Francesco Mitta                 | italienischer Barockarchitekt in Niedersachsen                          | 58    |       |
| 25. Juni | Margareta Katharina Schlenck    | deutsche, die als „Stecknadelbraut“ in die Geschichte Bayreuths einging | 18    |       |
| 28. Juni | Isaac Sailmaker                 | niederländischer Maler, der in England tätig war                        |       |       |

## Juli
| Tag      | Name                                   | Beruf, bekannt als                                                                 | Alter | Beleg |
| -------- | -------------------------------------- | ---------------------------------------------------------------------------------- | ----- | ----- |
| 3. Juli  | Hermann von Brevern                    | deutsch-baltischer Jurist                                                          | 57    |       |
| 8. Juli  | Elihu Yale                             | britischer Kaufmann, Stifter der Yale University                                   | 72    |       |
| 11. Juli | Hermann Bilderbeke                     | Kaufmann und Ratsherr der Hansestadt Lübeck                                        | 72    |       |
| 12. Juli | Antonio Giannettini                    | italienischer Organist, Kapellmeister und Komponist                                |       |       |
| 18. Juli | Antoine Watteau                        | französischer Maler                                                                | 36    |       |
| 26. Juli | Samuel Jacobi                          | deutscher Kantor und Komponist                                                     |       |       |
| 26. Juli | Godefroy Maurice de La Tour d'Auvergne | französischer Adliger                                                              | 85    |       |
| 28. Juli | Nureddin al-Dscherrahi                 | islamischer Mystiker und Gründer der Dscherrahi-Tariqa (Dscherrahi-Derwisch-Orden) | 43    |       |
| 000Juli  | Peter Wilhelm Polack                   | Goldschmied                                                                        |       |       |

## August
| Tag        | Name                              | Beruf, bekannt als                              | Alter | Beleg |
| ---------- | --------------------------------- | ----------------------------------------------- | ----- | ----- |
| 3. August  | Grinling Gibbons                  | niederländischer Bildhauer                      | 73    |       |
| 5. August  | Louis Counet                      | Lütticher Barockmaler                           |       |       |
| 8. August  | Stefan Kazó                       | Theologe, Archidiakon und Titularbischof        |       |       |
| 9. August  | Wolf Christoph Zorn von Plobsheim | deutscher Architekt des Barock                  | 65    |       |
| 16. August | Christian Friedrich Hunold        | deutscher Dichter                               | 40    |       |
| 17. August | Johann Wolter                     | Jurist und Ratsherr der Hansestadt Lübeck       |       |       |
| 29. August | Johann Baptist Hilverding         | Schauspieler, Theaterleiter, Marionettenspieler | 43    |       |
| 30. August | Hans Conrad Heidegger             | Zürcher Politiker                               | 72    |       |
| 31. August | John Keill                        | britischer Mathematiker und Physiker            | 49    |       |
| August     | Jacques Paisible                  | französischer Blockflötist und Komponist        |       |       |
| August     | Petrus Laurentius Wockenfuß       | deutscher Komponist und Kantor                  | 46    |       |

## September
| Tag           | Name                                             | Beruf, bekannt als                                                   | Alter | Beleg |
| ------------- | ------------------------------------------------ | -------------------------------------------------------------------- | ----- | ----- |
| 3. September  | Johann Anton Losy von Losinthal                  | böhmischer Komponist und Lautenist                                   |       |       |
| 6. September  | Georg Wolfgang Wedel                             | deutscher Mediziner                                                  | 75    |       |
| 7. September  | Bernhard Friedrich Albinus                       | deutscher Mediziner                                                  | 68    |       |
| 8. September  | Henri Arnaud                                     | französischer Soldat, Pfarrer und Waldenserführer                    | 78    |       |
| 9. September  | Elisabeth Dorothea von Hessen-Darmstadt          | Landgräfin von Hessen-Homburg                                        | 45    |       |
| 11. September | Rudolf Jacob Camerer                             | deutscher Botaniker und Mediziner                                    | 56    |       |
| 13. September | Domenico Boscho                                  | italienischer Stuckateur                                             |       |       |
| 13. September | François de Mailly                               | französischer Priester, Erzbischof von Arles und von Reims, Kardinal | 63    |       |
| 15. September | Caspar Grass                                     | Schweizer reformierter Pfarrer, Theologe und Bibelübersetzer         | 82    |       |
| 17. September | Marguerite Louise d’Orléans                      | durch Heirat Großherzogin der Toskana                                | 76    |       |
| 18. September | Matthew Prior                                    | englischer Schriftsteller und Diplomat                               | 57    |       |
| 22. September | Hedwig Christina Gertrud von Korff zu Sutthausen | Äbtissin im Stift Freckenhorst                                       |       |       |

## Oktober
| Tag         | Name                     | Beruf, bekannt als                                                        | Alter | Beleg |
| ----------- | ------------------------ | ------------------------------------------------------------------------- | ----- | ----- |
| 1. Oktober  | Peter Boye Johannsen     | königlich dänischer Oberst und Chef des 4. Dänischen Infanterie-Regiments | 54    |       |
| 2. Oktober  | Benoît Audran der Ältere | französischer Kupferstecher                                               | 59    |       |
| 4. Oktober  | Abraham Alewijn          | Jurist, Dramatiker, Dichter und Verfasser von Liedtexten                  | 56    |       |
| 8. Oktober  | Armand Bazin de Bezons   | französischer Bischof und Erzbischof                                      | 66    |       |
| 11. Oktober | Edward Colston           | britischer Unternehmer, Sklavenhändler und Politiker                      | 84    |       |
| 11. Oktober | Anton Florian            | Fürst von Liechtenstein                                                   | 65    |       |
| 14. Oktober | Barthold Feind           | deutscher Dichter von Operntexten und Satiren                             |       |       |
| 22. Oktober | Adam Rechenberg          | lutherischer Theologe                                                     | 79    |       |
| 23. Oktober | Samuel Frisching         | Schultheiss der Stadt und Republik Bern                                   | 83    |       |
| 26. Oktober | Georg August             | deutscher Fürst                                                           | 56    |       |
| 28. Oktober | Johann Conrad Vogel      | Oberpfälzer Orgelbauer                                                    | 64    |       |

## November
| Tag          | Name                                    | Beruf, bekannt als                                                                               | Alter | Beleg |
| ------------ | --------------------------------------- | ------------------------------------------------------------------------------------------------ | ----- | ----- |
| 5. November  | Erdmann von Glasenapp                   | königlich preußischer Generalmajor                                                               | 61    |       |
| 7. November  | Jobst Scholten                          | Ingenieuroffizier, Befehlshaber der dänischen Armee, Generalgouverneur von Vorpommern und Rügen  |       |       |
| 8. November  | Catharina Margaretha Linck              | deutsche Knopfmacherin, Kattundruckerin und Soldatin, die sich als Mann ausgab                   |       |       |
| 10. November | Christian Detlev zu Rantzau             | Reichsgraf der Reichsgrafschaft Rantzau                                                          |       |       |
| 12. November | Étienne Picart                          | französischer Kupferstecher                                                                      | 89    |       |
| 12. November | Johann Christian Rau                    | deutscher Opernsänger (Bass), Kapellmeister des Markgrafen von Brandenburg-Ansbach und Komponist |       |       |
| 21. November | Abdul Jalil Shah IV.                    | Sultan von Johor und von Pahang                                                                  |       |       |
| 21. November | Christian Romstet                       | deutscher Kupferstecher                                                                          | 81    |       |
| 21. November | Johann David Wagner                     | deutscher Räuber und Dieb                                                                        |       |       |
| 24. November | Gustav Gabriel Appelmann                | schwedischer Artillerieoffizier, Generalleutnant                                                 | 65    |       |
| 24. November | Maximilian Friedrich Casimir von Knigge | deutscher Adliger und kurländischer Oberhofmarschall                                             | 68    |       |
| 28. November | Cartouche                               | französischer Verbrecher                                                                         |       |       |

## Dezember
| Tag          | Name                                    | Beruf, bekannt als                                            | Alter | Beleg |
| ------------ | --------------------------------------- | ------------------------------------------------------------- | ----- | ----- |
| 6. Dezember  | Christoph Friedrich von Beneckendorff   | kurbrandenburger Generalmajor                                 |       |       |
| 11. Dezember | Amalia Maria Therese von Pfalz-Sulzbach | Prinzessin aus dem Haus Wittelsbach und Karmelitin            | 70    |       |
| 12. Dezember | Joseph Greissing                        | deutscher Baumeister                                          | 57    |       |
| 13. Dezember | Alexander Selkirk                       | schottischer Seefahrer und Abenteurer                         |       |       |
| 23. Dezember | Johann Daniel Bütemeister               | deutscher lutherischer Theologe und Generalsuperintendent     | 60    |       |
| 24. Dezember | John Cecil, 6. Earl of Exeter           | britischer Peer und Politiker                                 | 47    |       |
| 28. Dezember | Friedrich von Proeck                    | deutscher kurbrandenburger Generalwachtmeister der Infanterie |       |       |

## Datum unbekannt
| Tag | Name                                        | Beruf, bekannt als                                                                     | Alter | Beleg |
| --- | ------------------------------------------- | -------------------------------------------------------------------------------------- | ----- | ----- |
|     | Jonas Casimir von Auer                      | preußischer Oberst, Chef des Infanterieregiments Nr. 9 und Erbherr auf Pilshöfen       |       |       |
|     | Bidil                                       | Persisch sprechender Dichter, Meister des indischen Stils                              |       |       |
|     | Clemente Caraccioli                         | muslimischer und christlicher Kopist                                                   |       |       |
|     | Gelasius von Cilia                          | deutscher Augustinermönch                                                              |       |       |
|     | Egoku Dōmyō                                 | Zen-Mönch und früher japanischer Konvertit zur Ōbaku-shū                               |       |       |
|     | Christian Anton Philipp Knorr von Rosenroth | deutscher Jurist und Dichter                                                           |       |       |
|     | Matthys Naiveu                              | niederländischer Maler                                                                 |       |       |
|     | Ngawang Tsöndrü                             | Geistlicher des tibetischen Buddhismus, Gründer des Klosters Labrang, 1. Jamyang Shepa |       |       |
|     | Carl Gustav Roos                            | schwedischer Freiherr und General der schwedischen Infanterie                          |       |       |
|     | Franz Kaspar von Schmid                     | Pfleger von Aibling während des bayerischen Volksaufstands (1705)                      |       |       |
|     | Karl Heinrich zu Waldburg                   | preußischer Beamter                                                                    |       |       |
|     | Francisco Ximénez                           | spanischer Dominikanermönch und Historiker                                             |       |       |